# 定位貨幣
定位貨幣（ていいかへい）は、一定の額面が定められた貨幣（硬貨）である。定義は広く、広義には秤量貨幣の対義語であり、狭義には本位貨幣の対義語である。
秤量貨幣に対する名称の場合は、貨幣の品位および量目が一定に定められたものであり、例えば江戸時代では丁銀に対する小判の関係、あるいは定位銀貨を指していた。この定義の場合は本位金貨や本位銀貨も定位貨幣の部類に含まれ、計数貨幣と同義になる。
一方で、本位貨幣に対する名称の場合は、本位貨幣が法令で定められた平価に相当する金や銀を含むのに対し、平価に相当する金銀含有量よりも減量され法令の規定により額面で通用する貨幣を定位貨幣という。この場合の定位貨幣のうち、主たる貨幣単位の本位貨幣を補助する、補助貨幣単位の小額貨幣については補助貨幣と称する。

## 概要
本位貨幣は、貨幣の鋳造を希望する者は何人でも金銀の地金を造幣局に輸納すれば、無料あるいは小額の手数料で本位貨幣に鋳造される自由鋳造の制度が適用されるが、定位貨幣はこの適用外であり、政府が貨幣の製造計画に基づいて地金を購入し造幣局に輸納して一定量の定位貨幣が鋳造されるというものである。
また、本位貨幣は無制限に法定通貨として強制通用力を有するが、定位貨幣の場合は「債権者が実質価値の不足した貨幣のみで多額の債務の弁済を受ける可能性がある。」の理由から法定通貨としては通用制限額が設定されることが多い。

## 秤量貨幣に対する定位貨幣
日本では江戸時代において、小判や一分判も広義には定位貨幣であるが、多くの場合定位貨幣は小判や丁銀を本位貨幣と位置付け、これらに対し金銀の含有量が減量された南鐐二朱銀、一分銀、二分判、二朱判等をさして呼ぶことが多い。特に江戸時代では銀貨と云えば本来丁銀・豆板銀と秤量貨幣であり、これに対し江戸時代後半から出現した南鐐二朱銀等を定位銀貨と呼ぶ。
これらは主に幕府の財政上から出目を目的として発行され、明和期以降、特に江戸時代後半の文政年間以降に台頭し、幕末には小判や丁銀の流通はほとんど無く、流通する金銀貨は専ら定位貨幣という状況であった。しかし、これらは小判に対する補助貨幣として規定されたわけでもなければ、法貨としての通用制限額が設定されたわけでもなかった。
1765年に鋳造された五匁銀は銀の匁を貨幣単位とする定位銀貨であったが、1772年の南鐐二朱銀は両の1/8であると表示され、1837年の一分銀および1853年の一朱銀に至っては直に金貨の貨幣単位表記となった。このように段階を経て既成事実を積み重ねながら江戸幕府は「銀貨＝丁銀・豆板銀」という意識抜き、貨幣の基本単位は「両」であるという洗脳を周到に行っていった。
しかし、このように銀貨の計数化、「両」単位への統一化、出目搾取による名目化を達成し、江戸時代後期に台頭したこれら定位銀貨は、御定相場である金一両＝銀六十匁から導かれる額面当りの銀含有量よりも大幅に不足した文字通りの定位貨幣であり、これにより発生した疑似金銀比価によって1859年の開港後、大量の金流失の憂目に遭うことになる。

## 本位貨幣に対する定位貨幣
1871年の新貨条例では本位金貨の他に「定位ノ銀貨幣」および「定位ノ銅貨」が定められ、「定位トハ本位貨幣ノ補助ニシテ制度ニヨリテ其価位ヲ定メテ融通ヲ資クルモノナリ故ニ通用ノ際コレカ制限ヲ設ケテ交通ノ定規トス」と規定された。この「定位」は1875年に「貨幣条例」と改められて公布された際「補助ノ銀貨」および「補助ノ銅貨」に改められた。
イギリスの銀貨は1816年以降、従前より軽量化され自由鋳造も廃止されたため本位貨幣でなくなったが、1クラウン（5シリング）銀貨は少額の貨幣補助単位としての額面ではなく定位貨幣として位置付けられる。さらに、第一次世界大戦に伴う銀の騰貴から1920年には銀品位を925/1000のスターリングシルバーから500/1000と大幅に低下させるに至った。
フランスでは、銀相場の金に対する相対的上昇によりイギリスに対し金銀比価が金高となったため少額銀貨の国外流出が発生し、1864年に2フラン以下の銀貨は、国外流出・鋳潰しを防ぐため品位が900/1000から835/1000に引き下げられ法貨として通用制限額が設けられた。5フラン銀貨は品位は従来通り据え置かれ法貨として無制限通用であったものの、1876年から銀貨の自由鋳造が停止され、5フランという高額貨幣ゆえ定位貨幣となった。
アメリカでもゴールドラッシュにより金価格に対し銀価格が相対的に上昇した際、銀貨に国外流出および鋳潰しの懸念が生じたため、1/2以下の少額銀貨は量目が減量され法定通貨としての通用制限額が設定されたため本位貨幣でなくなったが、この時点では補助貨幣と規定されたわけではなく定位貨幣の位置付けとなる。また1878年以降に発行された1ドル銀貨も自由鋳造も廃止されたため本位貨幣ではないが1/2ドル以下の銀貨とは異なり法貨としては無制限通用となり、少額の貨幣補助単位としての額面ではなく定位貨幣と位置付けられた。